# Celluloseacetatpropionat

Schematische (vereinfachte) Formelpräsentation aus der Polymerkette von Celluloseacetatpropionat mit einem Acetylrest (blau markiert) aus Essigsäure und zwei weiteren Acylresten (grün markiert), die sich von der Propionsäure ableiten. Die Verteilung der Esterfunktionen kann innerhalb der Polymerkette schwanken.

Celluloseacetatpropionat (CAP) ist ein Biopolymer, das auf Cellulose basiert. Es ist wie Celluloseacetat und Cellulosepropionat ein Ester der Cellulose mit aliphatischen Carbonsäuren. Während bei Celluloseacetat die Veresterung nur durch Essigsäure stattfindet, beträgt hier der Essigsäureanteil rund ein Drittel, zwei Drittel stellt gebundene Propionsäure dar.

## Herstellung
Die Herstellung erfolgt durch Veresterung von Cellulose mit einem Gemisch der Anhydride von Essigsäure und Propionsäure.

## Eigenschaften
Celluloseacetatpropionat ist im Vergleich zu Celluloseacetat weniger wasserempfindlich und besser weichmacherverträglich. Zugleich besitzt es  eine höhere Alterungs- und Witterungsbeständigkeit als Celluloseacetat.